# Огоев, Алан Урузмагович
Ала́н Урузма́гович Ого́ев (род. 21 января 1978, Орджоникидзе) — российский экономист, доктор экономических наук, профессор РАО. 11 апреля 2017 года избран ректором Северо-Осетинского государственного университета имени К. Л. Хетагурова.

## Биография
В 1999 году с отличием окончил экономический факультет Северо-Осетинского государственного университета им. К. Л. Хетагурова по специальности «финансы и кредит».
В 2002 году защитил кандидатскую диссертацию с присуждением ученой степени кандидата экономических наук в Санкт-Петербургском государственном университете экономики и финансов.
Защита докторской по теме «Стратегия финансирования регионального инвестиционного процесса» в Санкт — Петербургском государственном экономики и финансов состоялась в 2010 году.
В 2003—2009 годах — специалист, начальник отдела планирования и сопровождения инвестиций, заместитель начальника управления банковского регулирования и надзора Национального банка РСО-Алания. С 2004 года преподаёт в Северо-Осетинском государственном университете: старший преподаватель, доцент, профессор кафедры международных экономических отношений; с 2009 — проректор по финансам и экономике.
В 2008 году с отличием окончил Финансовую академию при Правительстве РФ с присуждением дополнительной квалификации «Мастер делового администрирования».
В 2008 году избирался депутатом Парламента РСО-Алания четвёртого созыва.
С 2011 года — министр образования и науки РСО-Алания, временно исполняющий обязанности министра образования и науки РСО-Алания.
8 октября 2015 года Указом Главы РСО-Алания № 53 был назначен Заместителем Председателя Правительства РСО-Алания; освобождён от должности 22 июля 2016.
С 22 июля 2016 года — и. о. ректора СОГУ им. К. Л. Хетагурова.
12 мая 2017 года — ректор СОГУ им. К. Л. Хетагурова.
С 23 сентября 2021 года — носитель почётного учёного звания «Профессор РАО».
Председатель отделения РГО в Республике Северная Осетия — Алания.
Председатель регионального отделения Российского общества «Знание» в РСО-Алания, с 2021 года.
Заслуженный деятель науки Республики Южная Осетия.

## Санкции
6 марта 2022 года после вторжения России на Украину подписал письмо в поддержу российской агрессии. С 9 июня 2022 года находится под персональными санкциями Украины за поддержку войны. Также был внесён ФБК в список коррупционеров и разжигателей войны за поддержку нападения на Украину, 16 марта 2022 года форумом свободной России внесён в «Список Путина» и доклад «поджигателей войны» с предложением введения против него международных санкций.

## Семья
Женат. Воспитывает пятерых детей.

## Научная деятельность
В 2002 году защитил кандидатскую, в 2010 — докторскую диссертацию в Санкт-Петербургском университете экономики и финансов.

## Награды
- Почетное звание «Заслуженный работник образования Республики Северная Осетия-Алания»
- Почетное звание «Заслуженный деятель науки Республики Южная Осетия»
- Медаль «За безупречный труд и отличие»
- Нагрудный знак «За цифровизацию Алании» (февраль 2019 года) — за внедрение инновационных проектов в сфере развития цифровой экономики Республики Северная Осетия-Алания[6].
- Благодарность Президента Российской Федерации (25 марта 2025 года) — за заслуги в подготовке высококвалифицированных специалистов, научно-педагогической деятельности и многолетнюю добросовестную работу[7].